# Ansgar Wessling
Ansgar Wessling (n. 3 mai 1961, Essen, Germania) este un canotor ce a reprezentat Germania, medaliat olimpic. A participat la 2 ediții ale Jocurilor Olimpice (1988, 1992) în care a câștigat o medalie de aur și o medalie de bronz.